# カール・ハインツ・シュナイダー
カール・ハインツ・シュナイダーは、高橋陽一の漫画『キャプテン翼』に登場する架空のサッカー選手である。血液型はO型。ポジションはFW。金髪碧眼である。

## 人物

### プロフィール
異名は「ドイツの若き皇帝」「ミスター・ヨーロッパ」。西ドイツジュニアユース、ドイツユース代表のキャプテンを務め、後にフル代表にも選出される。大空翼のテクニックと、日向小次郎のパワーを兼ね備えたプレースタイルである。西ドイツジュニアユース時代の監督は「FW以外にもMF、DFとしての能力も一流であり、そのことからドイツ人にとって最高名誉である皇帝の称号が与えられた」と語っている。若林源三にとって西ドイツ・ドイツでの盟友かつ最大のライバルで、現在もその関係は続いている。若林から試合外での記録だが、ペナルティエリア外からのゴールを2分の1の確率で奪っていた。ハンブルグジュニアユース時代には若林、ヘルマン・カルツと共に、チームを西ドイツ&ヨーロッパNo.1に導く。ハンブルグ時代の背番号は10。西ドイツジュニアユースから背番号が11になり、第1回国際ジュニアユース大会後に移籍したバイエルンでも11番を着用し、11番がシュナイダーの顔となるが、モデルのカール・ハインツ・ルンメニゲと同じ背番号である。父・ルディも有名な元サッカー選手で、バイエルン移籍後は父が監督となり、ハンブルガーSVの前に立ちはだかる。カルツとは幼馴染。性格はクールで現実的。マリーという妹がいる。サウザーという名の犬を飼っている。初代アニメが先行登場であり、劇場版を主に活躍。同じ金髪であるが髪型は原作とは若干異なる。アニメ版では小学生時代も若林や翼と対戦しているが、原作では若林とはハンブルガーSVの下部組織のチームメイトであり翼達、全日本ともジュニアユースが初対戦となっている。

### 経歴
ハンブルガーSVジュニアユース - バイエルン・ミュンヘン

#### ジュニアユース編
幼少期より元ハンブルグ所属のサッカー選手であった父親の教えを受けサッカーの才能を開花させ、ハンブルグジュニアユースで西ドイツ&ヨーロッパのNo.1を獲得。父親は元ハンブルグの監督代行で、主力選手とのトラブルで解雇された経歴があるため、試合では「ヘボ監督の息子！」と心ない中傷を浴びせらることもあった。父の教えで育った自身のサッカーを通して父親の汚名を返上したい、そしてもう一度復縁してもらいたい、と家庭思いの一面があった。そのため若林を単に「戦力になる」という理由で毎日練習に付き合ったり、「バイエルンなら早くプロデビューできる」という理由から長年慣れ親しんだハンブルグを離れるなど非常に現実的であった。ハンブルグでの最後の試合となる全日本との親善試合では5点を挙げ、若島津を負傷退場させたうえに日向にストライカーとしての格の違いを見せつけた。第1回国際ジュニアユース大会では準決勝まで全試合ハットトリックを決めた。決勝のハーフタイムで、予想外にも同点であったことでヒステリックに怒鳴る監督をなだめ、サッカー三流国とされていた日本の強さを認めつつもゲルマン魂で「絶対に勝つ」とチームメイトを鼓舞する場面等が見られた。その決勝ではハットトリックやペナルティエリア外からシュートを狙うものの、若林の好セーブや石崎の顔面ブロックに阻まれて2点に終わったが、得点王に輝き、全日本対西ドイツは、その後後世まで語り継がれる名勝負となった。大会終了後、15歳にしてバイエルンでプロデビューを果たす。

#### ワールドユース編
ドイツユースに所属。『ワールドユース特別編』ではオランダユースとのテストマッチに敗北、またブンデスリーガの得点王をステファン・レヴィンに奪われた事が示唆されている。
父の率いる東西統一後のドイツ代表のキャプテンとしてワールドユースに参加するも、予選リーグでは戦力を研究されたスウェーデンに3-5で敗れ、全勝での決勝トーナメント進出はならなかった。決勝トーナメントではアルゼンチンには辛勝したものの、攻撃の要である自身と守備の要であるミューラーの負傷欠場が響き、ドイツは準決勝でブラジルに0-5で大敗した。なお、アジア予選の会場にカルツと共にやって来て、欧州以外にも世界各地で同世代の有望な選手達が頭角を現している事（メキシコのリカルド・エスパダス等）を若林に教える、ユース大会前に日本とメキシコの選手同士のいさかいを翼とともに率先して止めるなど、性格の変化が見られた。

#### ROAD TO 2002
かねてより若林にバイエルン入団を強く勧めていた。ブンデスリーガで古巣ハンブルガーSVと激突するが、アウェーで引き分け狙いのサッカーに終始するハンブルガーSVに失望する。このことから幼い頃からの友人同士であったカルツや若林との仲に亀裂が生じてしまう。試合終了後には和解し、今度はバイエルンのホームでハンブルグと勝負することに触れて終了。この試合でシュナイダーは、オーバーラップした若林の裏をかき、センターライン付近からのシュートを成功させている。

#### ライジングサン
スペインのマドリードで開かれたオリンピックサッカー競技にドイツ代表として出場。予選リーグではブラジルと同組となり、リーグ最終戦で全勝同士で激突。両チームともに決勝トーナメント進出が決まっている事から、ブラジルサイドはリバウール、サンターナ、ナトゥレーザの主力三人をベンチに置く事で、お互い戦力を温存して引き分けで終わらせようという意思表示をしてきたが、シュナイダーをはじめワールドユース大敗の雪辱に燃えるドイツサイドはこの意思表示を無視して猛攻をかけ、シュナイダーはブラジルのGKサリナスからハットトリックを奪うなどの活躍で前半だけで3-0と大量リードする。後半に入ると主力三人を投入して本気になったブラジルに押され気味になるも、シュナイダーは更に1点を追加する活躍で4-4の引き分けに持ち込む。得失点差の関係で予選リーグは2位通過となり、決勝トーナメント初戦で日本と対戦するが、5-7で敗退した。日本戦前にハンブルグを離脱した若林にバイエルン移籍を強く勧めており、この試合でドイツが勝ったらバイエルンへ移籍するという条件を持ちかけたが、若林にはその条件を受ける代わりに日本が勝ったらPPAPで裸踊りをする事を約束させられており、あくまで非公開ではあるが負けた事で渋々裸踊りの動画を撮影して若林と同じ病室にいるヘルマン・カルツのスマートフォンに動画を送った。二人が観た事で動画の消去を求めるがカルツが面白がって消そうとしないため彼のスマホを無理矢理奪って自分で消した模様。ただし、このやり取りの後、若林は試合結果に関係なくシュナイダーの勧めに応じてバイエルンへ移籍する意思を伝えている。

## 戦歴
- 14歳-15歳
  - ハンブルグジュニアユースで西ドイツ&ヨーロッパのNo.1を獲得
  - 国際ジュニアユース大会準優勝
- 18歳-19歳
  - ワールドユース選手権大会ベスト4
- 21歳-22歳
  - マドリッドオリンピックベスト8

## 得意技
ファイヤーショット
シュナイダーの代名詞とも言うべき必殺シュートで、「ファイヤー！」の掛け声と共に放たれる剛球シュート。日向のタイガーショットを上回る威力を持ち、若島津の右腕を負傷させた。ゴールインしたボールが実際に焦げた匂いを出していることから命名された（スパイク・空気・ゴールネットのいずれかとの摩擦が理由であると考えられている）。
ノンファイヤー
左足でカーブをかけて放つシュート。若林を混乱させゴールを奪った。テクモ版「V」ではキーパーの体勢を崩す効果がある。
ネオ・ファイヤーショット
ファイヤーショットの強化版。原作では名前だけ登場したものの使用する描写は無かったが、テクモ版「III」では作中最強の猛威を奮い、若林ですらかなり高レベルでない限りほとんど止めることはできない。｢V｣では｢フレイムフラッシュ｣習得後、使用不能になる。
龍の咆哮
レヴィンがレヴィンシュートで肖俊光にパスを送り、それを肖俊光が反動蹴速迅砲でシュナイダーに送り、それをシュナイダーがファイヤーショットで打ち返すという合体技。
直線的ドリブル
相手をふっ飛ばして抜き去るドリブル。
トップスピンシュート
ボールにトップスピンをかけたことでバウンド時に失速せず前進するシュート技。ペナルティーエリアに戻る途中の若林から一点奪った。その試合中、若林が先にパスとして使用していた技である。
レフトレッグ・ジャンピングボレー
左足で放つボレーシュート。
コンパクト・コントロール・ファイヤーショット
右足で押し出すように放つボレーシュート。

## 劇場版
原作に先行する形で劇場版の1作目から登場している。ボールを自在に操れるテクニックと、左右どちらからでも放てる弾丸シュートで、ヨーロッパ少年サッカー界の皇帝と呼ばれている。1作目『ヨーロッパ大決戦』では、その頭脳的プレイスタイルから、実況に「全盛期のベッケンバウアーを彷彿とさせる」と評された。若島津からゴールを奪い負傷退場させるも、交代した若林に全てのシュートを防がれ敗戦。1年後の『危うし！全日本jr』では、若林に前年の借りを返すために必殺シュート「ミラージュボール」を完成させた。『世界大決戦！Jr.ワールドカップ』では南米選抜相手に1点を奪う活躍を見せるも、チームは敗退。

### 劇場版に登場する技
弾丸シュート
『ヨーロッパ大決戦』に登場。左右どちらからでも放てる直線的シュート。
バナナシュート
『ヨーロッパ大決戦』に登場。左足で放つカーブをかけたシュート。
顔面シュート
『危うし！全日本jr』に登場。鋭いバックスピンをかけ、キーパーの手元でボールが浮き上がるシュート。若島津と森崎を負傷退場させた。
ミラージュボール
『ヨーロッパ大決戦』では若林からゴールを奪えなかったシュナイダーが、『危うし！全日本jr』で捲土重来のために「若林からゴールを奪うために完成させた必殺シュート」で、当初はそれは上記の顔面シュートだと思われていたが、本命はこのミラージュボールであった。
ボールが七色に分かれるシュートで、後半終了直前にセンターサークルからこのシュートを放ち若林からゴールを奪い、延長に持ち込んだ。

## テクモ版
テクモ版においても常にトップクラスの能力を持つ。また相手チームにリードを許すと「この借りは必ず返す!!」というセリフと同時に全ての能力値が上昇する「皇帝の怒り」という特殊能力を持つ（原作の全日本VS西ドイツ戦にて、日向のゴールで逆転を許した際の台詞が反映されたもの）。「VS」では決勝の後半しか登場しない。
「I」ではジュニアユース決勝戦で、「II」ではワールドユース準決勝で、全日本と対戦する。東西ドイツ統合後の「III」では決勝で全日本と対戦、新必殺シュート「ネオ・ファイヤーショット」で全日本を苦しめる。「V」の彼自身のシナリオでは、ブンデスリーガにて若林率いるハンブルガーSV、イタリアユースのジノ・ヘルナンデス率いるケルンと対決するが、ケルン戦の後半戦開始直後、ケルンの選手の強烈なタックルをまともに受けて足を負傷し病院に搬送されて戦線を離脱した。その後リーグ出場は今期困難になった。終了後は病院にお見舞いにやってきた若林からドイツ代表監督のフランツの手紙を受け取り、その後彼の特訓によって新しい必殺シュート「フレイムフラッシュ」を編み出したのだった。

### 経歴
バイエルン（III-V）

### テクモ版での技
ごういんなドリブル
「V」で使用可能。原作の「直線的ドリブル」と同様。
カウンターシュート
「III」｢IV」「V」に登場。敵の必殺シュートを打ち返す隠し必殺技。桁違いの威力を誇る。相手の必殺シュートをブロックすると8分の1の確率で自動的に放つ。正式名称は「奇跡のカウンターシュート」。
クライフターン
「V」に登場。ヨハン・クライフが使用したドリブルテクニック。劇場版第1作でも同様の動きで翼を抜いていた。
エンペラータックル
「V」に登場。原作のジュニアユース編・ハンブルグvs全日本の親善試合で日向に対して披露した、相手の腹部にボールを打ち込み上空高く吹っ飛ばす技。ただし、実際のサッカーのルールではレッドカードを提示されかねない反則である。
ダイレクトファイヤー
「V」に登場。ファイヤーショットをボレーシュートで放つ。
バイシクルファイヤー
「V」に登場。ファイヤーショットをオーバーヘッドキックで放つ。
フレイムフラッシュ
「V」に登場。ネオ・ファイヤーショットを上回るシュナイダー最大の必殺シュート。セリエAに移籍しようとする若林を引き留めるために開発に着手し、ドイツ代表監督フランツのもとで猛特訓を重ね完成させた。ワールドトーナメントで披露する。結果的に全日本に敗れたが、若林のブンデスリーガ残留には成功した。
ファイヤードライブツインシュート
「III」｢IV」に登場。オールスターモードで翼とチームを組んだ際、味方の必殺シュートを3回連続で止められると8分の1の確率で1度だけ使えるようになる。シュナイダーに選択肢が出ていなくても、翼にボールを渡すと選択肢が出ているケースもある。ゲーム中の表記は「ファイヤードライブ」となっている。
カイザーアタック
「VS」に登場。相手を吹き飛ばしボールを奪う作中最強のタックル。
華麗なドリブル
「MCD」に登場。華麗なテクニックで相手を抜き去る。

## その他のゲームに登場する技

### バンダイ版
バーニングショット
PS版｢J｣に登場。ファイヤーショットの強化版。
ハイファイヤーショット
Nintendo Switch/PS4版「RISE OF NEW CHAMPIONS」に登場。実践を重ねより燃え盛る炎を纏うようになったファイヤーショットの強化版。
カイザードリブル
Nintendo Switch/PS4版「RISE OF NEW CHAMPIONS」に登場。立ちはだかる相手を物ともせず鬼気迫るような迫力で突っ込むドリブル。
カイザーチャージ
Nintendo Switch/PS4版「RISE OF NEW CHAMPIONS」に登場。足元のボールを蹴り上げ相手の体にぶつけて吹き飛ばすという力と技が融合したタックル。原理、元ネタ共にテクモ版の「エンペラータックル」と同じである。
ドイツ黄金コンビ
Nintendo Switch/PS4版「RISE OF NEW CHAMPIONS」に登場。コルネリアス・ハイネと行う連携パス技。NewHeroが習得することも可能。

### KLab版
セカンドファイヤーショット
サードファイヤーショット
それぞれ、ファイヤーショットの強化版。
ファイヤータイガー
日向小次郎との連携技。シュナイダーのファイヤーショットでのパスを日向がダイレクトでタイガーショットを放つ。
ファイヤーオーバーヘッド
オーバーヘッドでファイヤーショットを放つ技。「たたかえドリームチーム」では、空中にあるボールをオーバーヘッドの態勢で足に引っ掛けて降下、着地した瞬間に振り向きざまにファイヤーショットを放つ技となり、原作・ジュニアユース編のフランス国際Jr.ユース大会決勝での先制ゴールを再現している。
カイザータックル
テクモ版の「エンペラータックル」と同じ技。
カイザードリブル
「直線的ドリブル」の強化版。
ネオカイザードリブル
「カイザードリブル」の強化版。
ボルケーノショット

## 担当声優
- 難波圭一 - 劇場版、OVA新キャプテン翼
- 堀川亮（現・堀川りょう） - テレビアニメ第1作[12]
- 下崎紘史 - テレビアニメ第3作
- 櫻井孝宏 - 『たたかえドリームチーム』
- 福山潤 - 『キャプテン翼ZERO』、『RISE OF NEW CHAMPIONS』、テレビアニメ第4作